# National Museum of Egyptian Civilization
National Museum of Egyptian Civilization, (NMEC), är ett stort nybyggt museum i den antika staden Fustat, nu en del av Kairo, Egypten. Museet öppnade delvis i februari 2017 och kommer att innehålla en samling på cirka 50 000 föremål från den egyptiska civilisationens förhistoriska tid till nutid. Motsvarade föremål från andra museer har flyttats eller kommer att flyttas till NMEC.
Museet öppnades officiellt den 3 april 2021 av president Abd al-Fattah al-Sisi, i samband med att 22 mumier, inkluderande 18 kungar och fyra drottningar, flyttades från det Egyptiska museet i en ceremoni som benämndes Pharaohs' Golden Parade.
Museiområdet uppgår till 49 hektar och ligger cirka två kilometer söder om centrala Kairo.